# Zeppelinpost
Zeppelinpost is luchtpost vervoerd per zeppelin. In de Duitse burgerluchtvaart waren zeppelins in gebruik van 1908 tot 1939. En heel vaak werd post meegenomen. Bekend is de rampenpost van de ondergang van de Hindenburg.
Ook in Nederland is zeppelinpost relevant. Het luchtschip Graf Zeppelin II is driemaal in Nederland geweest en heeft poststukken afgeworpen (onder andere boven Venlo) en ingenomen. In 1932 is de Graf Zeppelin in Rotterdam op Vliegveld Waalhaven geland.
Bovendien verleende de Nederlandse PTT medewerking aan de verzending van (meestal filatelistische) zeppelinpost. Dit werd telkens in een dienstorder geregeld, als er weer een vlucht was aangekondigd. Zodoende bestaat er ook zeppelinpost gefrankeerd met Nederlandse postzegels.
Verschillende landen hebben speciale zeppelin-postzegels uitgegeven: Duitsland, Egypte, Hongarije, Liechtenstein, Rusland en de Verenigde Staten.